# Palaeomolgophis
Palaeomolgophis — вимерлий рід вугроподібних зовні аделоспондилових тетрапоморфів, що містить один вид — Palaeomolgophis scoticus. Їхні кінцівки значно зменшені, і вони, ймовірно, були повністю водними.